# Jarret
Jarret település Franciaországban, Hautes-Pyrénées megyében. Lakosainak száma 303 fő (2022. január 1.). Jarret Lézignan, Les Angles, Artigues, Lourdes és Saint-Créac községekkel határos.

## Népesség
A település népességének változása:
| Lakosok száma | 292  | 304  | 316  | 320  | 317  | 315  | 312  | 308  | 303  |
|               | 2013 | 2015 | 2016 | 2017 | 2018 | 2019 | 2020 | 2021 | 2022 |